# Carlos Daniel Casartelli Torregrosa
Carlos Casartelli (nascut el 4 de novembre de 1974 a Villa Ángela) és un exfutbolista argentí. És germà del també futbolista Fernando Casartelli.

## Trajectòria
Al llarg de la seua trajectòria, Casartelli ha militat en nombrosos equips. Va jugar en clubs argentins fins que a final dels 90 va marxar a la competició espanyola per recalar a la UD Salamanca i el RCD Espanyol. El 2000, després d'un breu pas per Estudiantes, recala al Atlante FC, el primer de diversos clubs mexicans. Romandria al país asteca fins al 2008, quan retorna de nou al seu país per militar al Huracán.